# Diolenius virgatus
Diolenius virgatus is een spinnensoort in de taxonomische indeling van de springspinnen (Salticidae).
Het dier behoort tot het geslacht Diolenius. De wetenschappelijke naam van de soort werd voor het eerst geldig gepubliceerd in 2006 door Gardzińska & Marek Żabka.